# Pseudoleskeella mildeana
Pseudoleskeella mildeana là một loài Rêu trong họ Leskeaceae. Loài này được (De Not.) J.J. Amann miêu tả khoa học đầu tiên năm 1933.